# Inglinismo
L'inglinismo (dal russo inglia, letteralmente "infinitezza") è una religione neopagana che può essere considerata come una denominazione del neopaganesimo slavo, sebbene se ne differenzi apertamente sotto numerosi aspetti. Le basi della religione inglinista sono infatti le stesse del neopaganesimo slavo ortodosso, che si basa di fatto sulla religione slava praticata nell'antichità, prima della cristianizzazione. L'inglinismo tuttavia introduce alla base slavista numerose componenti tratte sincretisticamente dall'induismo e da varie dottrine esoteriche.

## Storia
L'inglinismo nacque come religione organizzata solo nel 1992, con la fondazione della Chiesa inglinista presso Omsk, in Russia, e con la costruzione nell'anno successivo del tempio della Saggezza di Perun. La Chiesa è stata l'organizzazione principale della religione inglinista per dodici anni; nel 2004 è stata infatti destituita per ordine della Corte suprema a causa del fatto che il simbolo sacro utilizzato dagli inglinisti fosse una svastica. La Corte suprema ha condannato la Chiesa per aver violato la legge secondo la quale in Russia sarebbe proibito l'utilizzo di simboli che presentino rimandi al nazismo. La legale della setta faceva notare come la dottrina della religione non presentasse caratteri in alcun modo collegati al nazismo, e che la svastica non è in realtà un simbolo nazista, ma un antico emblema sacro in numerose tradizioni religiose quali l'induismo e il buddhismo. Il simbolo utilizzato dall'inglinismo — faceva ancora notare la legale — non è costituito da una svastica posta a quarantacinque gradi e non utilizza i colori bianco e nero, ma il rosso e il blu; inoltre un'applicazione così intransigente della legge equivarrebbe alla necessità dell'eliminazione di templi buddhisti, induisti e cristiani presentanti il simbolo della svastica come decorazione. L'intransigenza legale non viene tuttavia applicata negli ultimi casi citati, ma ha ottenuto la sua vittoria nel processo di accusa alla Chiesa inglinista, terminato con la destituzione della stessa. Altre accuse alla religione inglinista includevano quella che la dottrina incitasse al non rispetto della legge umana, dato dal fatto che i Veda (testi sacri all'inglinismo) predicano nelle proprie scritture l'allontanamento dalle mondanità più degenerate e l'avvicinamento all'amore per Dio. La destituzione della Chiesa non ha sancito la fine della religione inglinista, dato che continua ad essere praticata presso numerosi altri gruppi.